# Закон Японії про заснування Адміністрації Кабінету Міністрів
Закон Японії про заснування Адміністрації Кабінету Міністрів (яп. 内閣府設置法, ないかくふせっちほう, найкаку-фу сетті-хо) — закон Японії № 89 від 16 липня 1999 року, який проголосив заснування Адміністрації Кабінету Міністрів Японії та визначив її обов'язки, організацію та структуру. Набув чинності з дня проголошення, проте Адміністрація Кабміну була створена лише 2001 року, в результаті реформи державного апарату.